# Benito Juárez (Buenos Aires)
Benito Juárez is een plaats in het Argentijnse bestuurlijke gebied Benito Juárez in de provincie Buenos Aires. De plaats telt 13.868 inwoners.